# William Lee Scott
William Lee Scott (* 6. Juli 1973 in Hudson, New York) ist ein US-amerikanischer Schauspieler. Er spielte Rollen in Filmen wie Nur noch 60 Sekunden, Pearl Harbor, October Sky und Butterfly Effect.

## Filmografie
- 1996: Die Steve Harvey Show (Fernsehserie)
- 1997: Wie ein Vogel ohne Flügel (Before Women Had Wings)
- 1997: Gattaca
- 1998: The Opposite of Sex – Das Gegenteil von Sex (The Opposite of Sex)
- 1998: Tis the Season
- 1999: Black and White
- 1999: October Sky
- 2000: Nur noch 60 Sekunden (Gone in Sixty Seconds)
- 2001: Pearl Harbor
- 2003: Dumm und dümmerer (Dumb and Dumberer: When Harry Met Lloyd)
- 2003: Identität (Identity)
- 2004: The Novice
- 2004: Zeit der Sieger (The Winning Season)
- 2004: Killer Diller
- 2004: Butterfly Effect (The Butterfly Effect)
- 2004: $5.15/Hr.
- 2005: Beautiful Dreamer
- 2007: Criminal Minds (Fernsehserie, Episode 3x04)
- 2008: Cabin Massacre (Farm House)
- 2010: Nine Dead
- 2013: Burning Blue
- 2016: Die glorreichen Sieben (The Magnificent Seven)